# Walrave van Krimpen
Walrave van Krimpen (Hooge en Lage Zwaluwe, 17 november 1894 - 26 maart 1943) was een Nederlandse oud-militair, verzetsman en treinbestuurder.

## Engelandvaarder

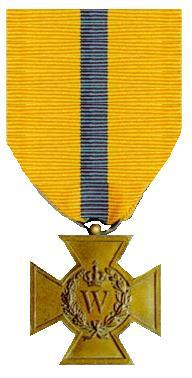
Bronzen Kruis 1941

De verzetsman Van Krimpen zou met een groep van acht onbekenden de oversteek naar Engeland wagen. Zijn medepassagiers waren Gerardus van Asch, Jan Bastiaan, Adriaan van der Craats, Theodorus Daalhuysen, Johannes Jansen, Ton Loontjens en Abraham en Greta Levi uit Assen. Per trein reisden de andere acht van Utrecht naar Rotterdam, waar ze overstapten naar Hoek van Holland. Daar wachtte Van Krimpen hen op. Hij was vooruit gereisd om een motorvlet van de Zuid-Hollandse Redding Maatschappij (ZHRM) te regelen. Zij slaagden erin op donderdag 20 november 1941 vanuit de Berghaven in Hoek van Holland te ontsnappen.
Op zee ontdekten ze dat de bougies verwijderd waren, zodat de motor niet kon starten. Na lang zoeken bleek echter dat de bougies aan boord verstopt waren, zodat de motor hersteld kon worden. Alle negen opvarenden werden zeeziek, en na de eerste dag was er geen drinkwater meer. Ook de benzine raakte op, er ontstond mist waardoor het bootje verdwaalde. Daarom maakten ze een zeiltje, waarmee ze na 68 uur op zondag 23 november, zwaaiend met drie Nederlandse vlaggen, bij Reculver (Isle of Thanet) in het graafschap Kent aan wal kwamen. Ze werden ontvangen door Charles Setterfield, inspecteur van de politie. De Engelandvaarders werden naar Londen doorgestuurd om ondervraagd te worden. Daarna werden ze door koningin Wilhelmina ontvangen en ontvingen ze het Bronzen Kruis.

## Kanonnier
Van Krimpen kwam tijdens de Tweede Wereldoorlog om, toen op 26 maart 1943 het vracht/passagiersschip 'Prins Willem III' (1939) van de Maatschappij Zeetransport (Oranje Lijn), waarop hij kanonnier was, op weg van Gourock naar Algiers en varende in konvooi, onder kapitein C.A. van der Eijk, in de Middellandse Zee ter hoogte van Algerije door een Duits vliegtuig werd getorpedeerd. Het nog drijvende schip werd op sleeptouw genomen door de Britse zeesleper Hengist, maar een dag later kapseisde het schip en zonk het. Tien bemanningsleden en een Britse gunner kwamen hierbij om het leven.
Van Krimpen was vader van vijf kinderen en woonde met zijn gezin in Zuilen, Utrecht.

## Onderscheiding
- Bronzen Kruis[3]

## Trivia
- Zijn naam staat vermeld op het Monument voor Zuilense Gevallenen.[4]
- Zijn naamgenoot Walrave van Krimpen (1885-1940) werd op de Grebbeberg dodelijk getroffen door een granaatscherf.[5]